# Úterý
Úterý (en allemand : Neumarkt) est une ville du district de Plzeň-Nord, dans la région de Plzeň, en République tchèque. Sa population s'élevait à 447 habitants en 2024.

## Géographie
Úterý se trouve à 22 km à l'est de Mariánské Lázně, à 35 km au nord-ouest de Plzeň et à 104 km à l'ouest-sud-ouest de Prague.
La commune est limitée par Toužim au nord, par Bezvěrov, Krsy et Blažim à l'est, par Ostrov u Bezdružic au sud-est, par Bezdružice au sud-ouest, et par Teplá à l'ouest.

## Histoire
La première mention écrite de la localité date de 1233.

## Patrimoine

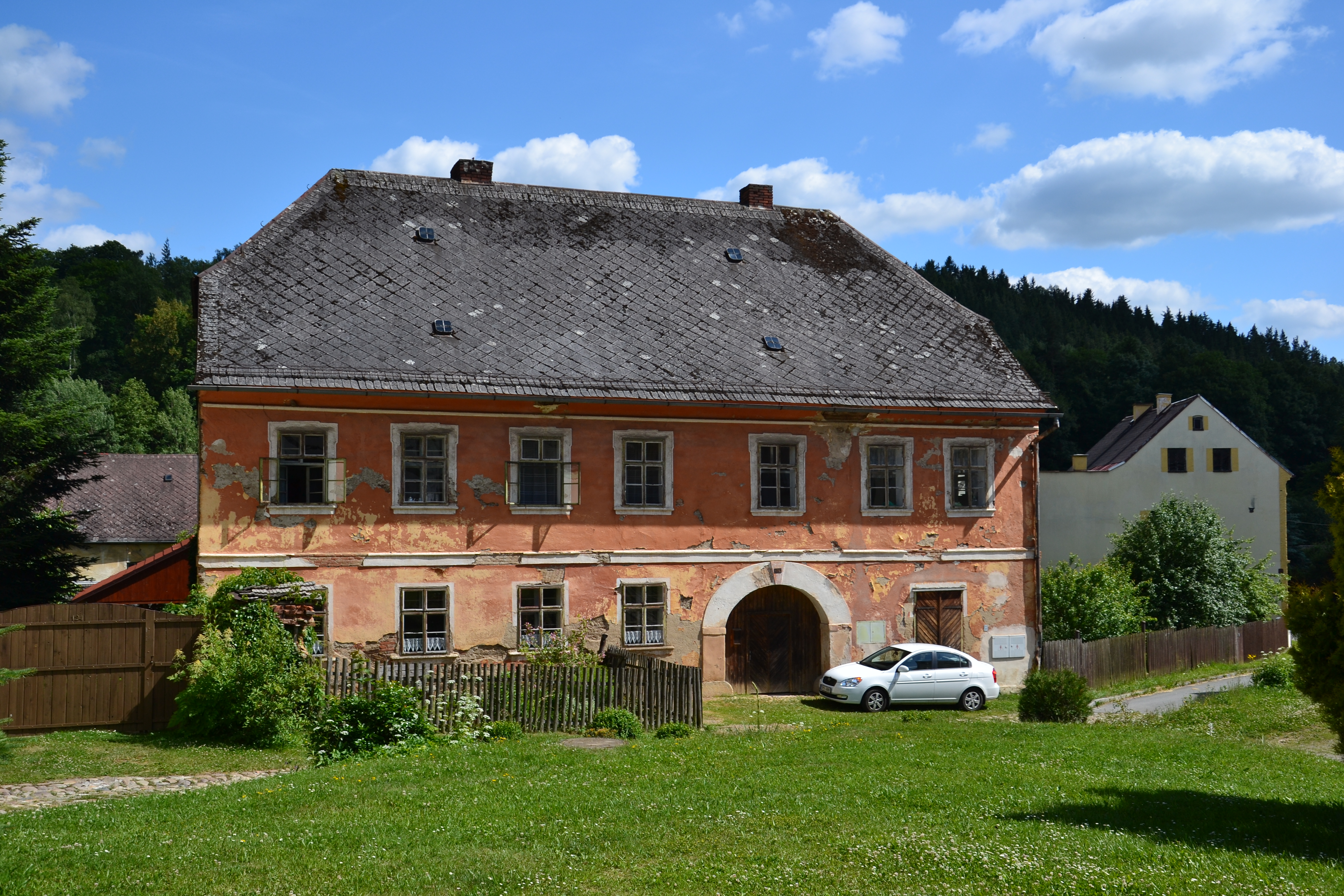
Maison classée n° 126.
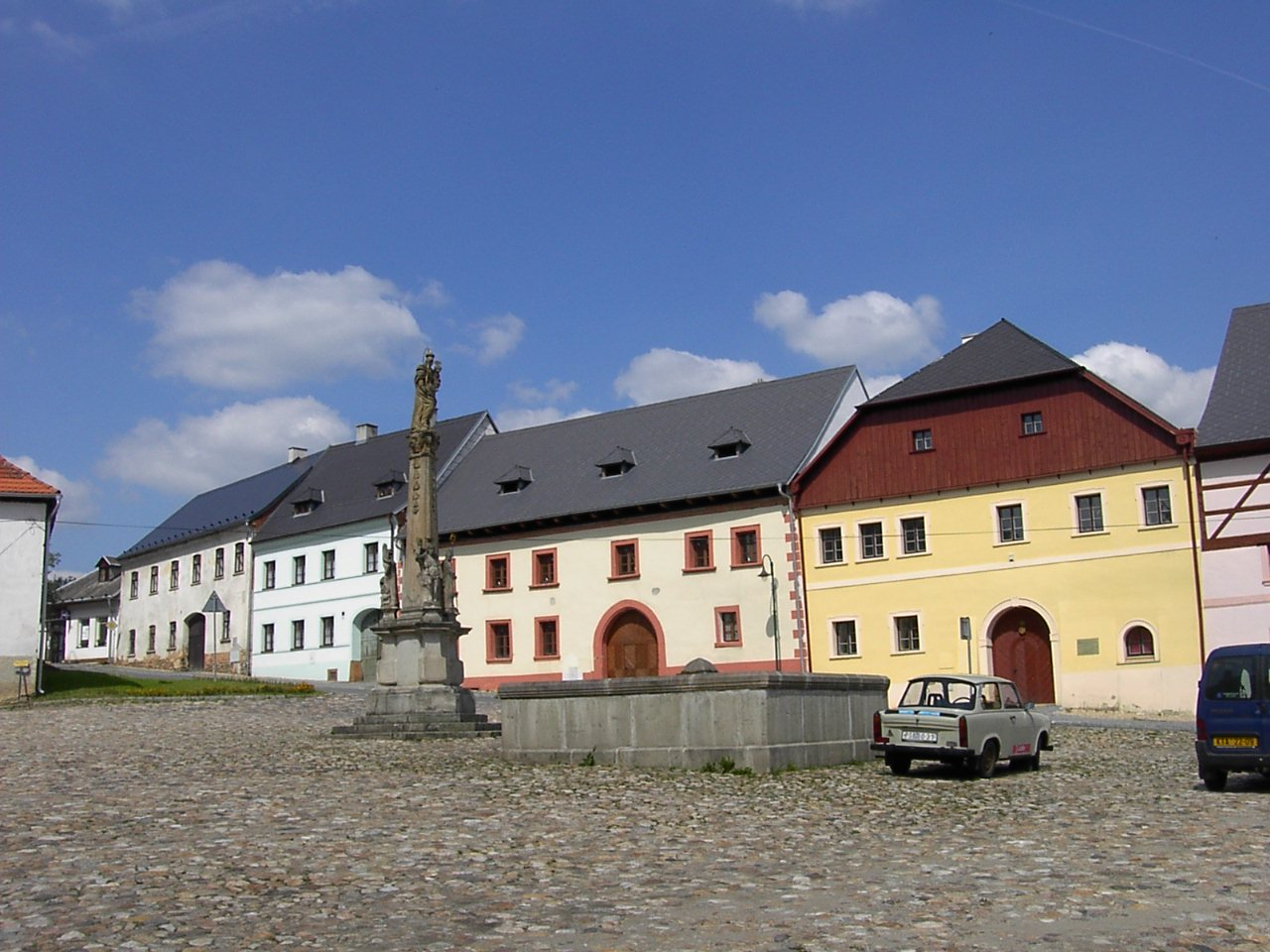
Úterý : place centrale.

## Administration
La commune se compose de trois sections :
- Olešovice
- Úterý
- Vidžín

## Transports
Par la route, Přehýšov se trouve à 12 km de Teplá, à 26 km du centre de Mariánské Lázně, à 39 km de Plzeň et à 131 km de Prague. 